# Hothem-Kliffs
Die Hothem-Kliffs sind eine Reihe steiler Felsenkliffs im ostantarktischen Viktorialand. In der Asgard Range ragen sie an der Nordflanke des Kopfendes des Kanada-Gletschers auf.
Das Advisory Committee on Antarctic Names benannte sie 1997 nach dem US-amerikanischen Geodäten Larry D. Hothem, der 1969 im Rahmen der Australian National Antarctic Research Expeditions auf der Mawson-Station überwintert hatte und ab 1991 für den United States Geological Survey tätig war.